# Novi Bošnjani
Novi Bošnjani – wieś w Chorwacji, w żupanii kopriwnicko-kriżewczyńskiej, w mieście Križevci. W 2011 roku liczyła 81 mieszkańców.